# Corticarina sericella
Corticarina sericella is een keversoort uit de familie schimmelkevers (Latridiidae). De wetenschappelijke naam van de soort werd in 1867 gepubliceerd door Victor Ivanovitsch Motschulsky.